# Modistes
Les modistes (latin Modistae) constituent une école de grammairiens et de philosophes du langage actifs dans la seconde moitié du XIIIe siècle et la première moitié du XIVe siècle, notamment à l'université de Paris. Leur nom vient du fait qu'ils désignent eux-mêmes les principes de la grammaire comme « modes de signifier » (modi significandi). Leur théorie est désignée aussi sous le nom de grammaire spéculative (grammatica speculativa, expression utilisée par Thomas d'Erfurt dans son traité).

## La pensée des modistes
L'objectif des modistes est de ne pas se contenter d'une grammaire normative décrivant les énoncés corrects, mais d'expliquer les fondements de la grammaire.
Ils ne s'intéressent pas à la signification, qui relève de la logique, mais aux règles de construction des énoncés. Ce faisant, ils affirment l'autonomie de la grammaire par rapport à la logique.
Les traités des modistes (en particulier celui de Thomas d'Erfurt) sont construits en trois parties :
- le proemium, où les « modes de signifier » sont posés comme principes de la grammaire ;
- l’etymologia, qui étudie les parties du discours ;
- la dyasynthetica, qui correspond à la syntaxe.

## Liste de modistes
- Martin de Dacie[2], auteur d'un traité De modis significandi (après 1255) et considéré souvent comme le premier des modistes.
- Boèce de Dacie, auteur de Modi significandi sive quaestiones super Priscianum maiorem (vers 1270).
- Jean de Dacie auteur de la Summa grammatica (1280).
- Simon de Dacie auteur de Domus gramaticae (entre 1255 et 1270).
- Raoul le Breton (Radulphus Brito).
- Thomas d'Erfurt, auteur du Tractatus de modis significandi seu grammatica speculativa (fin du XIIIe siècle).
- Siger de Courtrai, auteur d'une Summa modorum significandi.